# 希耶尔河畔拉费泰
希耶尔河畔拉费泰（法語：La Ferté-sur-Chiers，法語發音：[la fɛʁte syʁ ʃjɛʁ]）是法国大東部大區阿登省的一个市镇，属于色当区。

## 地理
希耶尔河畔拉费泰（49°34'30"N, 5°14'31"E）面积6.41 平方千米，位于法国大東部大區阿登省，该省份为法国北部内陆省份，西接埃纳省，南至马恩省，东临默兹省，北与比利时接壤。
与希耶尔河畔拉费泰接壤的市镇（或旧市镇、城区）包括：比耶夫尔、马朗德里、马尔居、拉穆伊、希耶尔河畔奥利济。

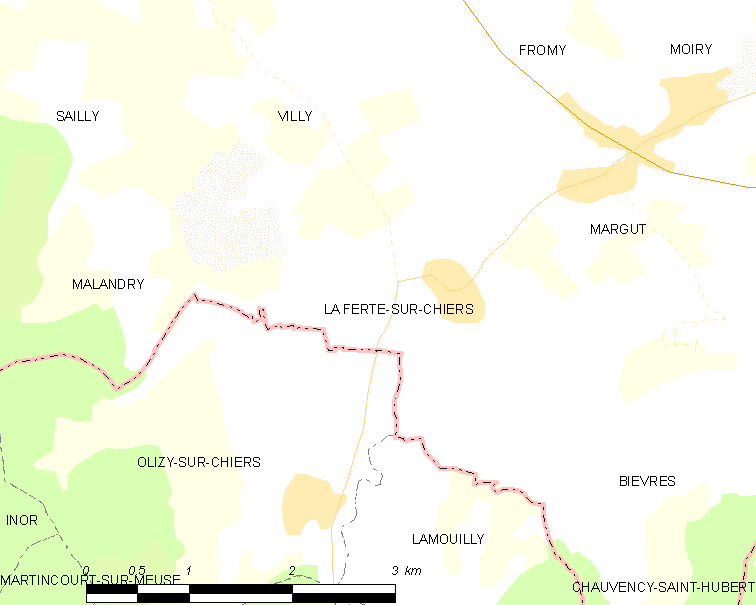
希耶尔河畔拉费泰的OSM定位图

希耶尔河畔拉费泰的时区为UTC+01:00、UTC+02:00（夏令时）。

## 行政
希耶尔河畔拉费泰的邮政编码为08370，INSEE市镇编码为08168。

## 政治
希耶尔河畔拉费泰所属的省级选区为卡里尼昂县。

## 人口

1962-2008年间希耶尔河畔拉费泰人口变化图示

希耶尔河畔拉费泰于2022年1月1日时的人口数量为176人。